# Niagara (banda)
Niagara fue un grupo de pop rock francés de Rennes. Fundado en 1982, lo componían Muriel Moreno y Daniel Chenevez, hasta su separación en 1993.
El grupo, de la ola de rock de Rennes de principios de los 80, adoptó el nombre de Niagara en 1984 y disfrutó del éxito durante los 80 y principios de los 90. Niagara colocó varios sencillos en el Top 50 y sus cuatro álbumes de estudio son discos de oro certificados.

## Biografía
En 1981, Muriel Moreno se traslada a Rennes para estudiar allí historia del arte. Conoce al músico Daniel Chenevez, quien maneja los teclados en diferentes grupos. Juntos, forman un primer grupo, Les Espions, y lanzarán un 45 rpm, Mata Hari. En 1982 forman el grupo L'Ombre jaune, con Moreno a la voz, Chenevez a los teclados y José Tamarin a la guitarra. El trío actúa en lugares de la región y toca en particular en los Trans Musicales. El grupo pasó a llamarse Niagara en 1984, en alusión a la película de Henry Hathaway con Marilyn Monroe. Al año siguiente, participaron en la filial bretona de la operación “Coup de talent dans l'hexagon”, organizada por el Ministerio de Cultura. Niagara, uno de los grupos seleccionados por el jurado de Rennes, graba a 45 rpm Tchiki Boom y firma con Polydor. La canción es un éxito popular y entra en el Top 50.
El grupo también tuvo éxito con los siguientes singles, L'Amour à la plage y Je dois m'en aller, publicados en mayo y octubre de 1986 respectivamente, y cuyos videoclips son dirigidos por Daniel Chenevez. José Tamarin dejó Niagara en 1985. Ese año sale el álbum debut de Niagara, Encore un dernier baiser, el primero de sus cuatro álbumes de estudio, todos discos de oro certificados. Niagara, que actúa regularmente en escenarios de toda Francia, se traslada a París. La gira nacional que realizaron en 1987 pasó por el Olimpia. También se exhiben en grandes festivales, como las Francofolies y Printemps de Bourges.
El segundo álbum, Quel Enfer! fue lanzado en abril de 1988. El título Assez llegó al Top 50. Para promocionar el álbum, distribuido en trece países, Niagara emprendió una gira europea de cinco meses patrocinada por el canal de música MTV Europe. Pr entonces composieron el tema musical del programa televisivo Drevet vend la Mèche, de Patrice Drevet en la FR3.
El tercer álbum, Religion, fue lanzado en 1991. El grupo volvió a realizar una gira por Europa. Destacaron sus actuaciones en le Zénith de París y en el estadio de Moscú, a la que asistieron 15.000 personas. Por entonces, hubo cierto interés por parte de las discográficas de Estados Unidos, pero no hubo acuerdo porque estaba condicionado a que la banda grabara una versión en inglés del álbum. Sin embargo, su gira para promocionar el álbum incluyó sus primeros conciertos importantes en Canadá, incluidos cinco conciertos el The Spectrum de Montreal, uno en el Centro Nacional de las Artes de Ottawa, y otro más en Toronto.
Su último álbum, La Vérité, fue lanzado en 1992. Grabado en Bruselas y Nueva York, no tuvo el éxito que sus predecesores. Hicieron una gira por Canadá nuevamente en 1993 para apoyar el álbum, tocando en ocho fechas en Quebec y New Brunswick, incluido un espectáculo en el Montreal Forum.
Después de La Vérité, la banda y la pareja de la vida real de Laporte/Moreno-Chenevez se separaron. Muriel Moreno y Daniel Chenevez continuaron sus carreras en solitario. En 2002, Niagara recibió un nuevo disco de oro por Flames, una compilación de 18 pistas remasterizadas, que vendió más de 100.000 copias en dos meses.

## Estilo musical y temática
Niagara se percibe por primera vez como un grupo de pop con temas desenfadados. Sus primeros sencillos, Tchiki Boum y L'Amour à la plage, estaban influenciados por la música afrocubana que escuchaban en ese momento. Luego adoptaron un estilo más rockero, inspirado en grupos como Led Zeppelin, y abordaron temas más serios con títulos como J'ai vu.
J'ai vu fue censurado durante la Guerra del Golfo en 1991: fue prohibido en la radio, su letra daba un significado dramático al conflicto. Otro extracto de Religion: Pendant que les champs brûlent, también se censuró por las mismos motivos.
El dúo construyó su imagen gracias a sus videoclips, dirigidos por Daniel Chenevez, quien también se encargaba de los arreglos y la producción de los discos. Muriel Moreno desarrolló un personaje que evocaba a la heroína de la película sesentera, Barbarella.

## Discografía

### Álbumes de estudio
- Encore un dernier baiser (Polydor/PolyGram) (1986)
- Quel enfer ! (Metronome, Polydor/PolyGram) (1988)
- Religion (Metronome, Polydor/PolyGram) (1990)
- La Vérité (Polydor/PolyGram) (1992)

### Compilaciones
- Flammes (18 titres) (Universal/Polydor) (2002)
- Collection Prestiges (15 titres) (Universal) (2007)
- Master Série (16 titres) (Universal/Polydor) (2009)
- 4 albums originaux (Universal/Polydor) (2010)
- Incandescence (11 titres) (Universal/Polydor) (2017)

### Singles
- Tchiki boum (1986)
- L'Amour à la plage (1986)
- Je dois m'en aller (1986)
- Quand la ville dort (1987)
- Assez ! (1988)
- Soleil d'hiver (1988)
- Flammes de l'enfer (1989)
- Baby Louis (1989)
- J'ai vu (1990)
- Pendant que les champs brûlent (1990)
- Psychotrope (1991)
- La vie est peut-être belle (1991)
- La Fin des étoiles (1992)
- Un million d'années (1993)
- Le Minotaure (1993)
- Je n'oublierai jamais (2002)

## Filmografía
- Chemin de croix (1992) (VHS PolyGram Music Video)
  - (extractos de conciertos, reportajes, entrevistas tomadas durante el Religion Tour 91 además de que 4 videos / duración 44 min)
- Flammes (DVD Polydor) (2002) 
  - (14 videos de ellos 2 comentados por Daniel Chenevez, 2 Storyboards y Chemin de croix documental sobre el Religion Tour 91 que incluye 5 títulos en vivo / duración  1h20)
- Master serie (2005) (DVD Universal)
  - (12 videos / 46 min)